# Regina Pacini
Regina Pacini Quintero (Lisboa, Portugal; 6 de enero de 1871 - Buenos Aires, Argentina; 18 de septiembre de 1965) fue una soprano lírica ligera, primera dama argentina y benefactora portuguesa, de madre española y padre italiano.

## Biografía
Hija del barítono italiano Pietro Andrea Giorgi-Pacini y la española Felisa Quintero, Regina Isabel Luisa nació en Lisboa durante la regencia de su padre del Teatro San Carlos de Lisboa. 
Como soprano fue una importante exponente del bel canto de la época, como Lucia di Lammermoor, La bohème, I Puritani, Rigoletto, Manon y Rosina de El barbero de Sevilla. Estudió en París con Mathilde Marchesi y debutó en 1888 como Amina en La sonámbula de Bellini, en Lisboa, teatro en el que siguió cantando, con gran éxito, hasta 1904. En 1889 cantó en Milán, Palermo y Londres. En el Teatro Real de Madrid se presentó en 1890, de nuevo con La sonnambula, regresando regularmente hasta 1905. En 1893 se presenta en el Liceo de Barcelona y en 1894/95 aparece en Varsovia y San Petersburgo. En 1899 debutó en el Teatro Solís de Montevideo y en el Teatro Politeama de Buenos Aires donde conoció al Dr. Marcelo Torcuato de Alvear, futuro presidente de Argentina entre 1922-28, quien la siguió por diferentes teatros del mundo. En el Covent Garden de Londres compartió repartos con Enrico Caruso. Con el nuevo siglo se presenta en diferentes teatros italianos (Roma, Florencia, el San Carlo de Nápoles y la Scala de Milán).

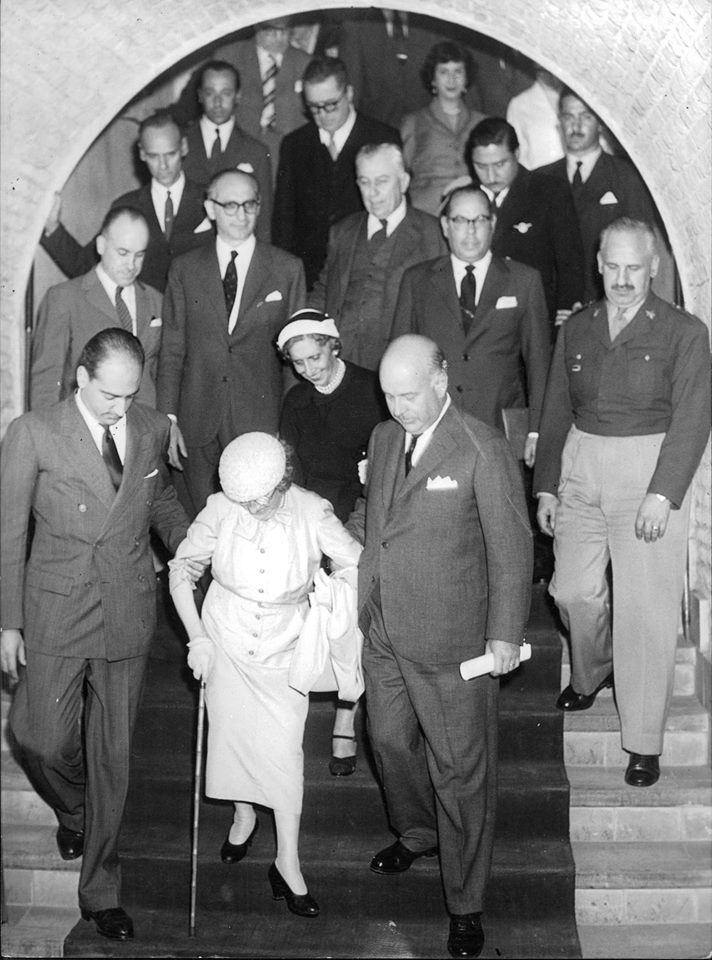
Regina Pacini acompañada por el presidente Arturo Frondizi, asiste a la inauguración de la sala dedicada a su marido en el Museo de la Casa de Gobierno, 16 de octubre de 1958.

En 1907, en la cumbre de su carrera, se casó con el Dr. Alvear, retirándose de la actuación y convirtiéndose en una importante benefactora. Durante la Primera Guerra Mundial la pareja residió en París y sus acciones le valieron la Legión de Honor del gobierno francés.
Fue una destacada primera dama y una referente cultural por décadas.

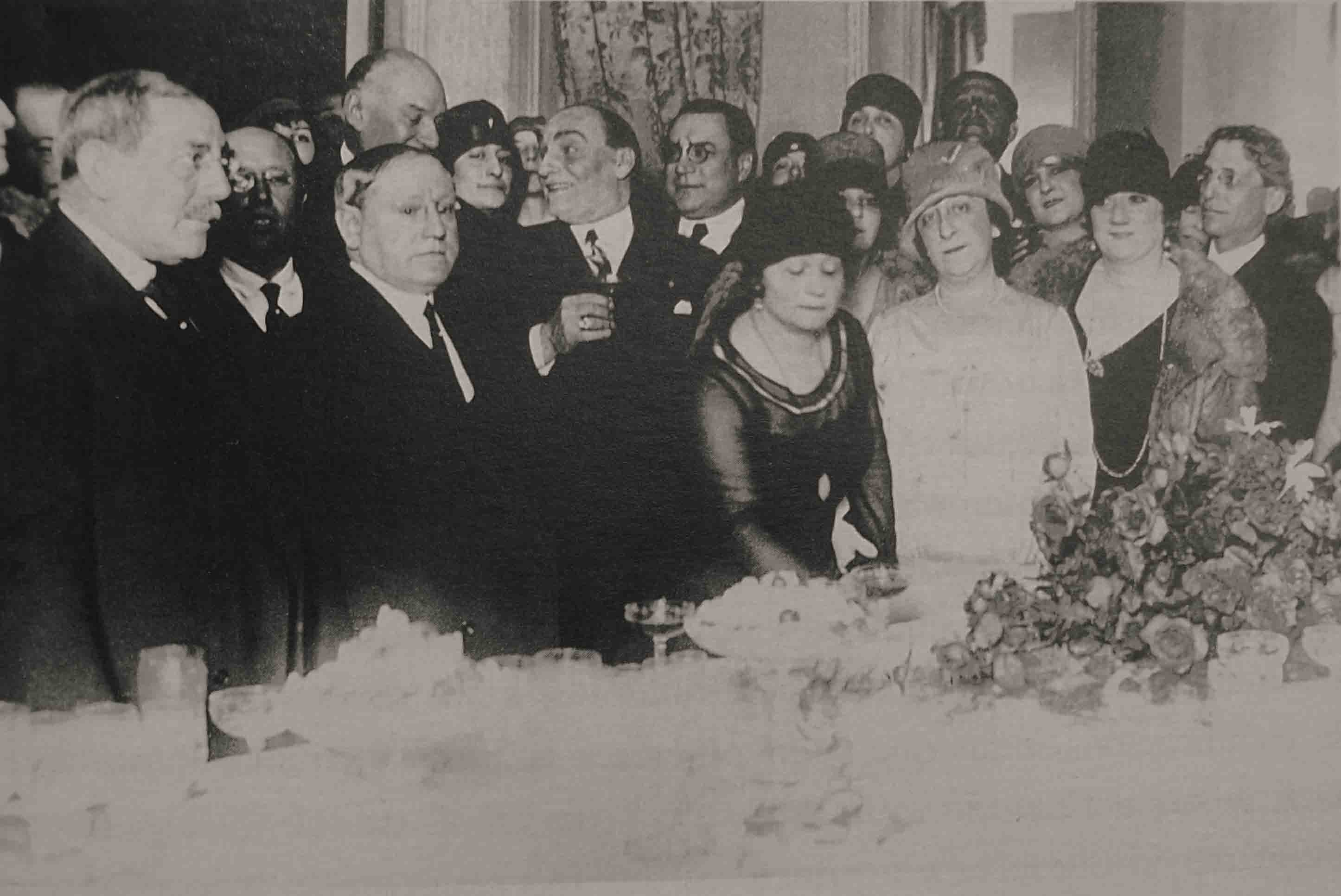
El presidente Marcelo Torcuato de Alvear y su esposa, Regina Pacini, visitan la Casa del Teatro, fundada bajo su patrocinio. Los acompañan los actores Florencio Parravicini y Pierina Dealesi, entre otros.

En 1938 fundó la Casa del Teatro de Buenos Aires, un asilo para actores semejante a la Casa Verdi de Milán, con 45 habitaciones, dos pequeños museos y la sede del Teatro Regina nombrado en su homenaje. Además construyó el Templo de San Marcelo y el Colegio anexo.
Vivió en Villa Regina, su residencia de Mar del Plata y en Villa Elvira, en Don Torcuato. En 1942 enviudó y cuando murió a los 94 años sobrevivía con una modesta pensión nacional. Nada le quedaba de su fortuna, repartida en obras de beneficencia.
Llevan su nombre una ciudad (Villa Regina) de la Provincia de Río Negro y calles de diversas localidades argentinas, incluyendo el barrio porteño de Puerto Madero.